# Varmfront
En Varmfront er grænsen mellem to luftmasser i atmosfæren af uens temperatur, hvor den varme luft fortrænger den kolde luft. En varmfront er ofte forbundet med lavtryk.
Varm luft er lettere end kold luft, fordi den har lavere tryk end den omgivende køligere luft. Den varme luft vil, fordi den er lettest, glide over det kolde luftlag. Derved dannes lette skyer der senere fortætter og danner nedbør. Når nedbøren falder som regn, er den ofte silende.
På vejrkort markeres en varmfront med en (rød) linje med halvcirkler. Cirklerne er på til den side, fronten bevæger sig imod. Linjen tegnes, hvor varmfronten møder jordoverflade, i højden kan den strække sig flere hundrede kilometer længere frem.